# 皮奥佐
皮奥佐（義大利語：Piozzo），是意大利库内奥省的一个市镇。总面积14平方公里，人口1020人，人口密度72.9人/平方公里（2009年）。ISTAT代码为004169。